# 강남 롤스로이스 뺑소니 사건
강남 롤스로이스 뺑소니 사건은 2023년 8월 2일 대한민국 서울특별시에서 피의자 신우준이 롤스로이스를 몰다가 20대 여성을 뇌사 상태에 빠뜨렸고 피해자가 병원에서 치료받다가 사망한 사건이다. 조사 결과 피의자는 마약을 복용한 상태였다. 피해 여성은 2023년 11월 25일에 사망했다.

## 교통 사고
피의자 신우준은 2023년 8월 2일 오후 8시 10분, 서울특별시 강남구 신사동 압구정역 4번 출구 인근 도로에서 롤스로이스 차량을 운전하다가 인도로 돌진해 피해자를 뇌사 상태에 빠트리고 구호 조치 없이 도주하였다.

## 수사
검찰은 이와 관련하여 불법자금을 발견하였고 조폭과의 연관성이 있는지 수사중이다.
그외 불법 리딩방과 도박사이트 등을 통해 돈을 번것으로 알려졌다.
2023년 12월 20일, 검찰은 징역 20년을 구형했다.
2023년 12월 26일, 경찰은 공범 의사가 2022년 1월부터 2023년 10월까지 마취 상태의 여성 10여명을 불법촬영하고 성폭행한 정황 및 신우준에게 마약을 처방한 혐의로 구속영장을 신청했다. 이 의사는 이미 면허 대여 혐의로 6개월간 면허가 정지된 상태였다.
해당 사건의 담당 검사는 신준호 부장검사가 맡게되었다.
피의자 신우준을 풀어준 경찰관이 감봉징계를 받고 전출되었다.

## 결과
2024년 1월 24일 1심에서 징역 20년을 선고받았다.
2심에서는 징역 10년 선고 받았고, 3심에서는2심과 마찬가지로 징역 10년 선고와  마약류관리법 위반과 주민등록법 위반 혐의로 2년 징역이 추가되었다.
마약을 처방한 의사는 징역 17년을 선고받았다.그리고  부정으로 인한 재산 20억원이 동결되었다.
2심에서 징역 16년을 선고받았다.
2025년 4월 22일 상고심에서 징역 16년과 벌금 500만원을 선고받았다.